# 黑尔玛·莱曼
黑尔玛·莱曼（德語：Helma Lehmann，1953年6月23日—），旧姓梅伦（Mähren），德国女子赛艇运动员。她曾代表东德参加1976年夏季奥林匹克运动会赛艇比赛，获得女子八人单桨有舵手金牌。